# کوریلاژین
کوریلاژین (به انگلیسی: Corilagin) با فرمول شیمیایی C۲۷H۲۴O۱۸ یک ترکیب شیمیایی با شناسه پاب‌کم ۸۰۰۵۷۷۸۷ است. که جرم مولی آن ۶۳۶٫۴۶ g/mol می‌باشد. 